# Andy Hebenton
Andy Hebenton, született Andrew Alexander Hebenton (Winnipeg, Manitoba, 1929. október 3. – Gresham, Oregon, USA, 2019. január 29.) kanadai jégkorongozó.

## Pályafutása
1947 és 1976 között volt aktív jégkorongozó. Az NHL-ben 1955 és 1964 között játszott 630 alkalommal. A New York Rangers csapatában nyolc, a Boston Bruinsban egy idényen át szerepelt.

## Sikerei, díjai
- Lady Byng-emlékkupa (1957)